# Адем Јашари
Адем Јашари (алб. Adem Jashari, рођен као Фазли Јашари; Доње Преказе, 28. новембар 1955 — Доње Преказе, 7. март 1998) био је један од оснивача Ослободилачке војске Косова (ОВК), терористичке паравојне формације Албанаца која се борила за отцепљење Косова и Метохије од Савезне Републике Југославије током 1990-их.

## Биографија
Татомир Вукановић у књизи Дреница наводи да је, према предањима, породица Јашари српског порекла из села Брњака, одакле се предак Адема Јашарија почетком 18. века поарбанашио и населио у Доње Преказе. Рођен је у породици учитељa Шабана Јашарија и његове жене Захиде у селу Доње Преказе у пределу Дренице која је одувек словила као средиште албанског национализма на Косову и Метохији. Након завршене средње техничке школе, заједно са старијим братом Хамезом, придружује се нелегалним албанским организацијама које за циљ имају одвајање Косова и Метохије и њихово припајање замишљеној територији Велике Албаније. Потиче од породице Албанаца који су се деценијама раније борили против југословенских снага, а одрастао је на албанским ратним причама и ретко је био виђен без пиштоља. Између 1975. до 1990. био је због своје иредентистичке делатности у сталном сукобу са органима безбедности. Активно је учествовао у демонстрацијама 1981. Новинар Тим Џуда је константовао да је Јашари „мрзео Србе”.

### Тероризам
Од 1990. више пута нелегално прелази границу и одлази у Албанију где похађа војно-диверзантске курсеве и учествује у организовању нелегалних оружаних формација које ће касније прерасти у јединствену терористичку организацију под називом Ослободилачка војска Косова, при чему добија и чин мајора Оружаних снага Албаније. Заједно са браћом Хамезом и Муратом и браћом Кодре одлази 3. новембра 1991. у Албанију на обуку са намером да створи базу за будућу сепаратистичку војску на Косову и Метохији. Служба државне безбедности покушала је да га ухапси 30. децембра 1991. али је група пружила отпор и успела да побегне.
Главни носилац тероризма од 1992. до 1997. је била Јашаријева група. Најпре су дејствовали из заседа попут качака и балиста, а временом су користили савременије облике тероризма. Због тога су у Окружном суду у Приштини на по 20 година затвора осуђени Адем Јашари, Иљаз Кодра, Сахит Јашари, Фадиљ Кодра, Јакуп Нура, Зенан Кодра и Реџеп Селими, а на 10 година је осуђен и Хашим Тачи.
Прву већу синхронизовану акцију организовали су 22. априла 1996. када су у нападима у Пећи, Штимљу, Дечанима, на путу Рожаје—Приштина код Косовске Митровице убили пет и ранили још пет особа.
Јашаријева група је наставила терористичке активности, а већи сукоб са Полицијом Србије десио се 22. и 23. јануара 1998. Тада је група од 7—8 лица на путу Србица—Дреница заустављала возила и малтретирала путнике. На лице места је дошла патрола полиције која је након пушкарања почела да гони терористе међу којима је био Јашари. Група је побегла у село Доње Преказе, а полиција је стигла у село и позвала их на предају. На полицију је запуцано из свих кућа, а терористичка група је успела да се извуче из села. Након сукоба, полиција је јавила да је Јашари рањен. У рану зору 5. марта 1998, група терориста Јашарија напада патролу полиције у селу Лауша. Том приликом терористи су ранили два припадника локалне полиције и усмртили три цивила Ашкалија — Фатиму Гаши (51) и њено двоје деце — сина Газменда (16) и ћерку Макфирете (14), након чега снаге полиције крећу у потеру за терористима ка Горњем и Доњем Преказу.
Специјалне полицијске снаге су 5. марта 1998. опколиле село Доње Преказе и направиле шири прстен око других села и позвала Јашарија на предају. Јашари је то одбио и пружио је јак отпор у добро опремљеном бункеру ојачаном џаковима песка. У овим сукобима је поред Јашарија погинуло још 65 терориста и чланова породице, као и 2 припадника полиције.
Албанци сматрају Јашарија „оцем ОВК” и симболом независности Косова. Постхумно му је додељено звање хероја Косова након проглашења независности 2008. Органи Републике Косово по њему су назвали Народно позориште у Приштини, Међународни аеродром Адем Јашари и Олимпијски стадион Адем Јашари.